# Dracontiasis
Die Dracontiasis, Drakunkulose, Dracunculose, oder Dracunculiasis ist eine durch den Medinawurm (Dracunculus medinensis) hervorgerufene, vor allem im Orient auftretende, schwere Parasitose des Menschen.
Den Erreger der Erkrankung (die Larve des Medinawurms) und seinen Zwischenwirt (ein Kleinkrebs) beschrieb der Russe Alexej P. Fedschenko (1844–1873) in Samarkand, nachdem er beide unter dem Mikroskop entdeckt hatte. Ein Zusammenhang der Übertragung mit kontaminiertem Trinkwasser wurde in Ägypten, wie Rufus von Ephesos mitteilt, bereits im 1. Jahrhundert vermutet. Auch in Schriften von Rhazes und Avicenna (Symptome und Therapie im vierten Buch des Kanons der Medizin) kommt die Erkrankung zur Sprache.

## Pathomechanismus
Die Infektion erfolgt vorwiegend während der Trockenzeit, da meist keine geregelte Trinkwasserversorgung besteht und die Bevölkerung auf Wasseransammlungen angewiesen ist. Dort nehmen sie mit dem Trinkwasser winzige Ruderfußkrebse auf und sorgen gleichzeitig für eine Neuinfektion, wenn sie selbst schon befallen sind.
Die von den Larven des Medinawurms befallenen winzigen Krebse (Hüpferlinge) werden mit ungefiltertem Trinkwasser aufgenommen; die Larven werden dann im Dünndarm freigesetzt. Von dort aus wandern sie durch den Körper und bohren sich in Bauch- und Brustmuskulatur. Hier findet die Paarung statt. Anschließend stirbt das Männchen und wird eingekapselt. Das befruchtete Weibchen wächst weiter, wird bis zu einem Meter lang und wandert durch das Gewebe zu den Extremitäten, meist zu den Unterschenkeln oder Füßen. Dort siedelt es sich im Bindegewebe der Unterhaut an.
Das Kopfende des Wurmes verursacht durch Abscheidungen ein taubeneigroßes Geschwür. Kommt dieses mit Wasser in Berührung, platzt die dünne Haut im Zentrum auf. Gleichzeitig reißen die Haut des dicht darunterliegenden Wurms und dessen Uterus, der Tausende von Larven ins Wasser entlässt. Anschließend zieht sich der Uterus wieder ins Geschwür zurück, und bei erneuter Wasserbenetzung wiederholt sich der Vorgang. Die Larvenausschüttung beginnt ungefähr ein Jahr nach der Aufnahme der Larve und hält zwei bis drei Wochen an, dann stirbt der Wurm und das Geschwür heilt normalerweise aus.

## Schadwirkung
Die Wanderung der Würmer durch das Gewebe und die Geschwürbildung sind mit starken Schmerzen verbunden. Meist heilt das Geschwür ohne Komplikationen aus, es stellt jedoch eine Eintrittspforte für Bakterien dar. Es können sich Abszesse, Gelenkentzündungen oder Versteifung der Gelenke bilden. Es wird keine Immunität aufgebaut und so kommt es bei fortbestehender Exposition immer wieder zur Neuinfektion.
Abgestorbene, verkalkte Medinawürmer werden in Saudi-Arabien und Zentralafrika noch häufig auf Röntgenaufnahmen und Mammographien entdeckt.

## Entfernung des Wurms

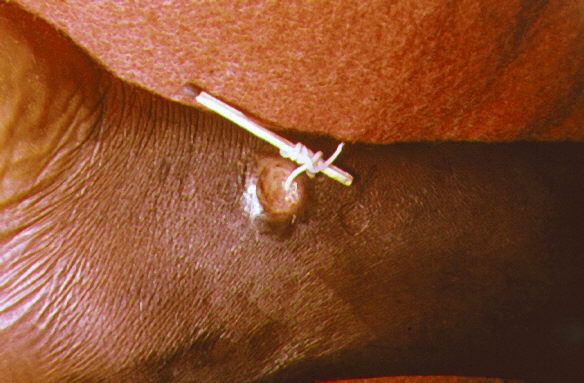
Entfernung des Wurms

Wie früher entfernt man auch heute noch die bis zu 100 cm langen Weibchen mit einem Stäbchen, indem man das kopfseitige Vorderende, welches aus dem Geschwür herausbricht, jeden Tag mehr und mehr herauswickelt. Der Vorgang dauert einige Tage, meist aber mehrere Wochen. Daraufhin heilt die Öffnung im Allgemeinen ab.
Eine medikamentöse Therapie steht nicht zur Verfügung. Der Wurm kann jedoch auch chirurgisch entfernt werden.

## Vorbeugung

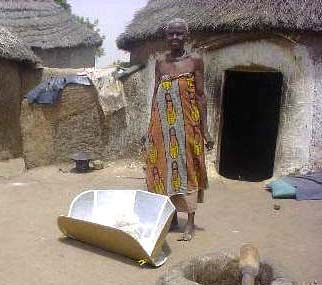
Solare Trinkwasseraufbereitung zur Vorbeugung von Dracontiasis in Ghana

Durch Aufbereitung des Trinkwassers (beispielsweise Filterung durch ein Tuch) oder durch den Einsatz von Röhrenfiltern kann verhindert werden, dass die Larven in den Körper eindringen.

## Ausrottung

### Ausgangslage und Eindämmung
1980 betrug die Zahl der jährlichen Neuinfektionen 3,5 Millionen. Durch Aufklärung der Bevölkerung und Präventionsmaßnahmen reduzierten sich die Neuinfektionen innerhalb von 20 Jahren auf unter 75.000. Im Jahr 2004 gab es noch etwa 16.000 Infizierte, ausschließlich in Afrika. Das von dem ehemaligen US-Präsidenten Jimmy Carter ins Leben gerufene Carter Center nimmt heute eine führende Stellung im Kampf gegen Dracontiasis ein. Das Ziel der WHO, den Parasiten bis zum Jahr 2009 auszurotten, konnte nicht erreicht werden. 2009 gab es weltweit noch 3190 registrierte Fälle, welche ausschließlich in den Ländern Südsudan, Ghana, Mali und Äthiopien auftraten. Im Jahr 2011 gab es insgesamt noch 1058, im Jahr 2012 noch 542 registrierte Fälle in Äthiopien, Südsudan, Mali und Tschad. Im Jahr 2013 wurden insgesamt 148 Infektionen gezählt, davon 113 in Südsudan, elf in Mali, der Rest in Tschad, Äthiopien und an der Grenze zwischen Sudan und Südsudan. Auch wenn die Zahl der Neuinfektionen stark verringert werden konnte, gilt es nun zu befürchten, dass die ausgebrochenen Bürgerkriege in den noch endemischen Gebieten die Eradikation verhindern oder zumindest stark verzögern. Im Jahr 2014 wurden 126 Infektionen weltweit registriert, davon 70 in Südsudan, 40 in Mali, 13 im Tschad und 3 in Äthiopien. Im Jahr 2015 wurden 22 Infektionen weltweit registriert, davon 5 in Südsudan, 5 in Mali, 9 im Tschad und 3 in Äthiopien.

### Stagnation
Im Jahr 2016 wurden 25 Infektionen weltweit registriert, davon 6 in Südsudan, 16 im Tschad und 3 in Äthiopien. Im Jahr 2017 wurden 30 Infektionen weltweit registriert, davon 15 im Tschad und 15 in Äthiopien. Im Jahr 2018 wurden 28 Infektionen weltweit registriert, davon 17 im Tschad und 10 in Südsudan. Im Jahr 2019 wurden 53 Infektionen weltweit registriert, davon 48 im Tschad und 4 in Südsudan. Im Jahr 2020 wurden 27 Infektionen weltweit registriert, davon 13 im Tschad, 11 in Äthiopien und je eine in Angola, Mali und Südsudan. Im Jahr 2021 wurden 14 Infektionen weltweit registriert, davon 7 im Tschad, 1 in Äthiopien, 2 in Mali und 4 in Südsudan. Im Jahr 2022 wurden in Äthiopien 2 infizierte Paviane, je eine Infektion bei einem Hund und einem Menschen, im Sudan wurden 5 Infektionen beim Menschen, in Mali wurden 33 infizierte Hunde, 2 infizierte Katzen, im Tschad wurden 456 infizierte Hunde, 75 Katzen festgestellt.
|                       | 1980     | 2004   | 2009 | 2011 | 2012 | 2013 | 2014 | 2015 | 2016 | 2017 | 2018 | 2019 | 2020 | 2021 | 2022 | 2023 | (Jan.–Okt. 2024) |
| --------------------- | -------- | ------ | ---- | ---- | ---- | ---- | ---- | ---- | ---- | ---- | ---- | ---- | ---- | ---- | ---- | ---- | ---------------- |
| Gesamt                | 3,5 Mio. | 16.000 | 3190 | 1058 | 542  | 148  | 126  | 22   | 25   | 30   | 28   | 53   | 27   | 15   | 14   | 14   | 10               |
| darunter im Südsudan  | -        | -      | -    | -    | -    | 113  | 70   | 5    | 6    | 2    | -    | -    | 10   | 4    | 2    | 5    | 5                |
| darunter im Tschad    | -        | -      | -    | -    | -    | 24   | 13   | 16   | 15   | 17   | 17   | 48   | 13   | 8    | 6    | 9    | 5                |
| darunter in Äthiopien | -        | 88     | 24   | 8    | 3    | 7    | 2    | 3    | 3    | 12   | -    | 11   | 1    | 1    | 1    | -    | -                |

### Reservoir in Tieren
Die Ausrottung wird durch die Verbreitung in Hunden erschwert. Von 2015 bis 2018 wurden jährlich rund 500 bis 1000 Infektionen bei Hunden gemeldet, davon die weitaus meisten im Tschad. Unter den infizierten Tieren in Tschad, Mali und Äthiopien finden sich einige Katzen und Paviane. Im Jahr 2019 stieg im Tschad die Fallzahl bei Hunden auf fast 2000 und es wurden dort 46 infizierte Katzen gemeldet. 2020 änderte sich die Lage nur unwesentlich. Im Jahr 2021 wurden mehr als 800 Infektionen bei Hunden und 60 bei Katzen gefunden, davon die weitaus meisten im Tschad. 2022 wurden mehr als 700 Infektionen bei Hunden und 88 bei Katzen im Tschad gefunden und 2023 wurden 406 Infektionen bei Hunden und 88 bei Katzen im Tschad gefunden.